# Claudio Boutelou i Soldevilla
Claudio Boutelou i Soldevilla (Sevilla (Andalusia), 18 de juny, 1825 - Madrid (Castella), 24 de maig de 1905), fou un professor d'història de Belles Arts.
Va estudiar a Sevilla amb singular aprofitament, dibuix, idiomes francès, anglès, alemany i italià i la llicenciatura en dret civil i canònic, el títol del qual va ser expedit el 2 d'agost de 1847. El 22 de maig del mateix any va ser nomenat director dels jardins dels Reales Alcázares de Sevilla i prèvia oposició davant la Reial Acadèmia de Belles Arts de Sant Ferran, va ser nomenat, el 24 de febrer de 1857, catedràtic de teoria i història de les belles arts, de l'Escola de Belles Arts de Sevilla, havent-ne exercit la direcció des de 13 de desembre de 1861 fins que fou suprimida la dita Escola el 1869. Restablerta aquella novament, va ser restablert dels seus càrrecs, que va exercir fins a jubilar-se el 1900. Fou acadèmic corresponent de la de Sant Ferran, vicepresident de la Comissió de Monuments de Sevilla, etc. Va publicar les següents obres:
- Estudio critico del San Antonio de Murillo (Sevilla, 1875);
- Estudio de los pueblos en la Exposición de París de 1878 (Sevilla, 1879);
- La pintura en el siglo XIX (Sevilla, 1877);
- Estudio de los 200 libros de coro de la catedral de Sevilla, les vinyetes i ornamentació del qual formen la història de la pintura i decoració de Sevilla des del segle xv fins al XVIII (en col·laboració amb el doctor Fernando Casanova). Aquest treball el van enviar a Real Acadèmia de San Fernando en 1884.

En el Museo español de Antigüedade va publicar les següents monografies: 
- Códices iluminados de la Colombina;
- Pinturas murales de San Isídoro del Campo;
- Estudio de la estatuita de marfil que representa la Virgen de las Batallas, trabajo del siglo XIII;
- Tablas de San Benito de Calatrava que son pinturas de la mitad del siglo XV.

Va traduir del alemany El Arte Cristiano en España por Johann David Passavant (Sevilla, 1877); de l'anglès diversos estudis polícis i socials d'Herbert Spencer. Per tal de popularitzar l'important llibre d'Ibn al-Awwam, va arreglar una edició econòmica en vista de la traducció feta per Miguel Casiri. A la Revista de Filosofía y Literatura de Sevilla, publicó:
- Estudio del misal del cardenal Mendoza de la Colombina;
- Estudio de un pontifical del siglo XIV, Estudios arquitectónicos de España por Ernesto Gradel, traduïts directament de l'alemany;
- Sepulcros con estatuas de la capilla de San Andrés de la catedral de Sevilla;
- El patio de los Naranjos;
- Piedra sepulcral de Honorato, que es conserva a l'escala de la Colombina.

A més va publicar a Madrid:
- La Academia y el Arte en Sevilla;
- Las Exposiciones de Bellas Artes en Sevilla;
- Exposición del consulado y en la Academia;
- Expoaición de pintura retrospectiva en Sevilla.

Va deixar escrits treballs relatius a monuments d'Espanya i Museus de París, Londres, Anvers, l'Haia, Brussel·les, Lisboa, Cintra, etc.